# 2120.
2120. je tretje desetletje v 22. stoletju med letoma 2120 in 2129. 